# 舟山绿色石化基地
舟山绿色石化基地是位于中華人民共和國浙江省舟山市岱山县大鱼山等島嶼的石油炼化產業區，规划面积41平方公里。2015年7月13日，浙江省人民政府批准设立舟山绿色石化基地。2017年7月，舟山绿色石化基地项目一期在鱼山岛开工建设。